# Rostella sumatrana
Rostella sumatrana är en insektsart som först beskrevs av Willemse, C. 1928.  Rostella sumatrana ingår i släktet Rostella och familjen torngräshoppor. Inga underarter finns listade i Catalogue of Life.